# Divisió de Rohtak

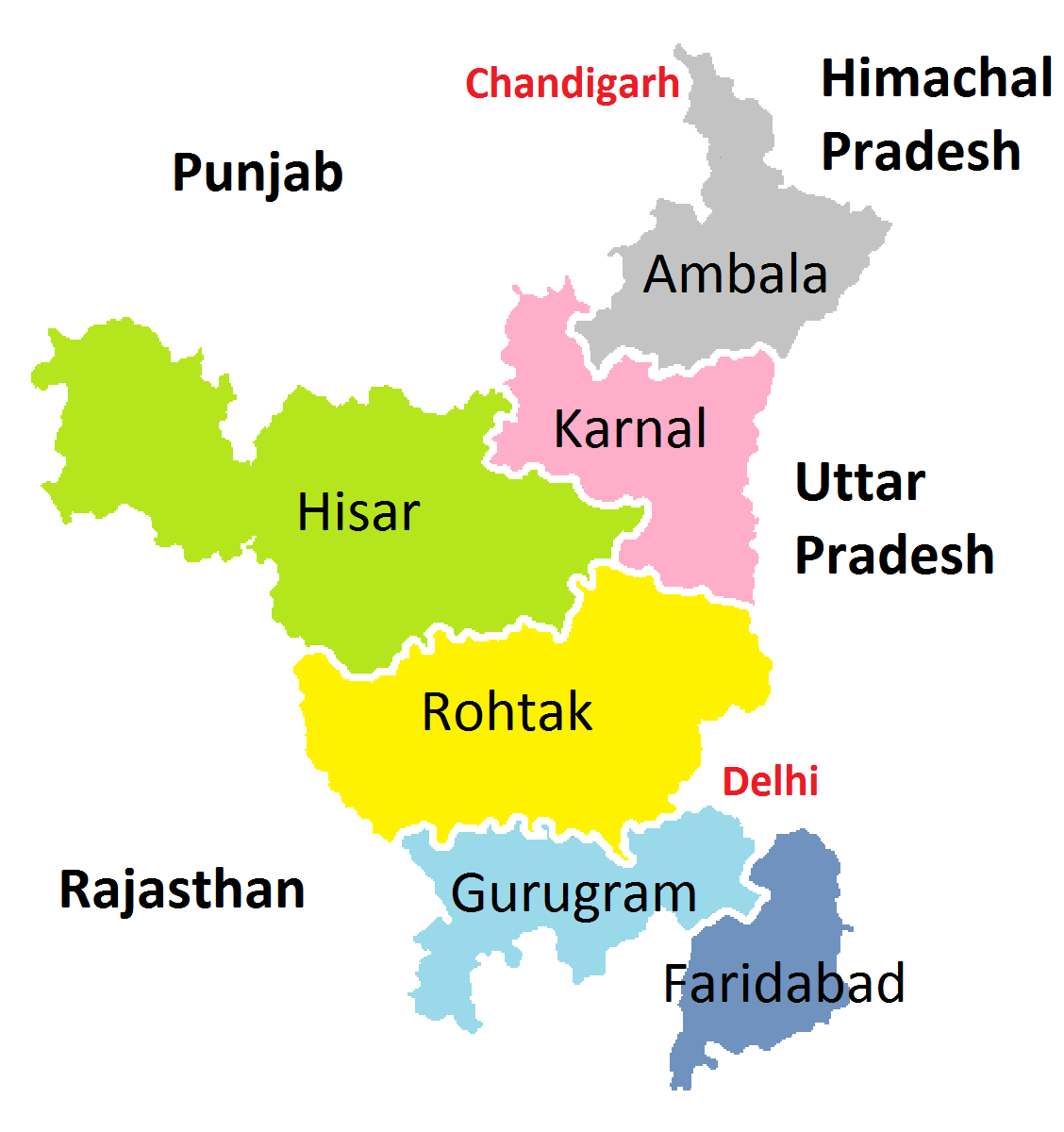
Rothak dins de Haryana

La divisió de Rohtak és una entitat administrativa de l'estat d'Haryana, Índia, amb capital a la ciutat de Rohtak, integrada pels següents districtes:
- Districte de Jhajjar
- Districte de Karnal
- Districte de Panipat
- Districte de Rohtak
- Districte de Sonipat